# Microrreserva Barranc del Fonillet
La Microrreserva de flora Barranc del Fonillet se sitúa en el término municipal de Eslida, Provincia de Castellón y tiene una superficie de 5,671 ha .

## Especies prioritarias
Anogramma leptophylla, Biscutella calduchii, Centaurea paui, Cytisus villosus, Hypericum androsaemum, Minuartia valentina.

## Unidades de vegetación prioritarias
- Alcornocales espadánicos de Quercus suber (código Natura 2000: 9330).
- Vegetación casmofítica de roquedos silíceos (código Natura 2000: 8220).

## Limitaciones de uso
No podrán realizarse aclareos o labores silvícolas dentro de la microrreserva, exceptuados los siguientes casos: 
- a) Las extracciones por motivos fitosanitarios o para prevención de daños por caída sobre las personas o las poblaciones de especies protegidas o amenazadas.
- b) Aclareos post-incendio, en el caso de que la zona sufriera incendios forestales. Dichos aclareos deberán constar de un programa específico multianual.
- c) Aclareos para reducción de combustibilidad en las inmediaciones de la pista forestal.

- Datos: Q5402172